# Issad Rebrab

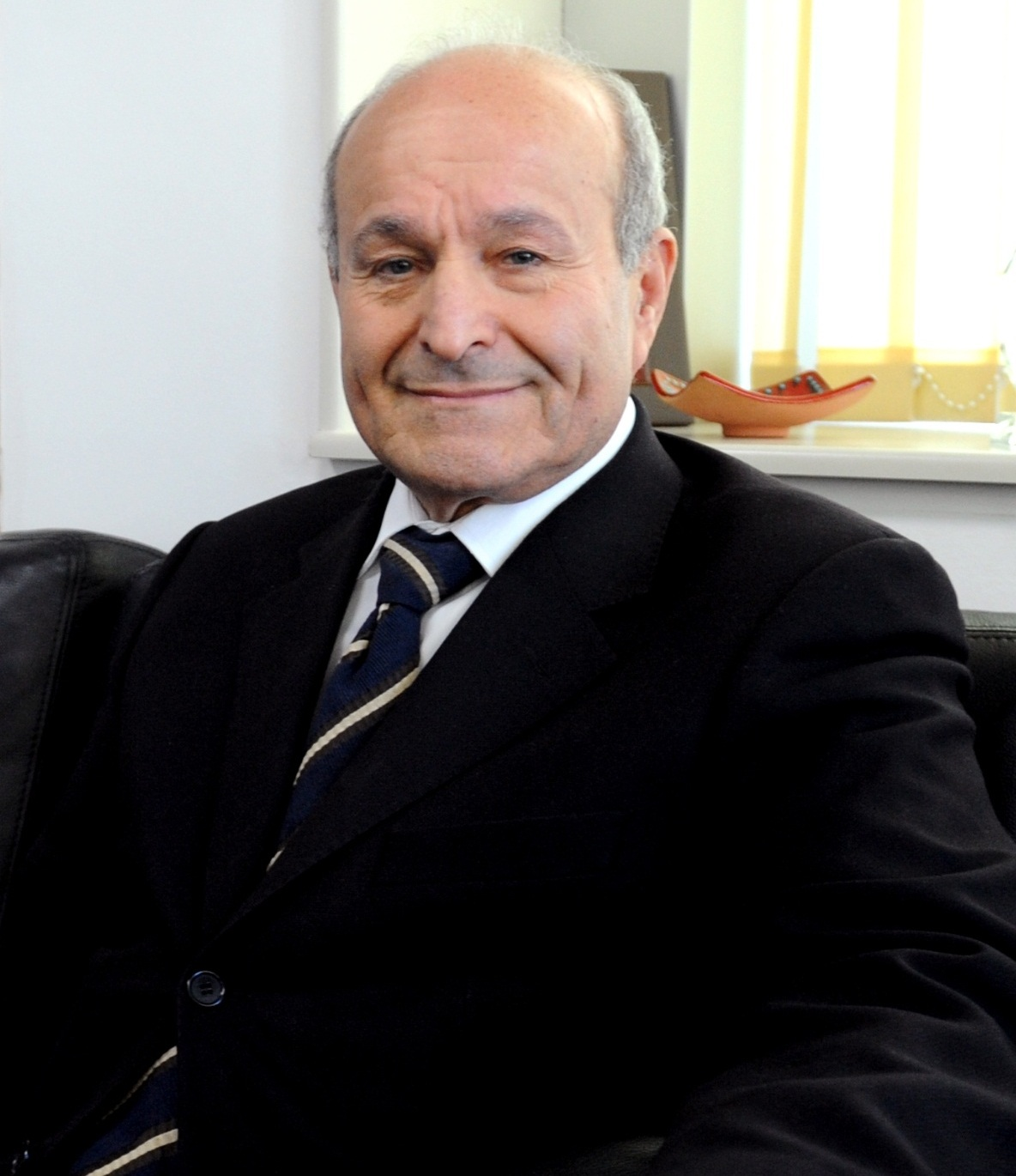
Issad Rebrab

Issad Rebrab (arabisch يسعد ربراب, DMG Yasʿad Rabrāb; * 27. Mai 1944 in Tizi Ouzou) ist ein algerischer Unternehmer und Gründer des Industriekonzerns Cevital, des größten privaten Unternehmens in Algerien, das in den Bereichen Stahl, Lebensmittel, Agrarindustrie und Elektronik tätig ist. Mit einem geschätzten Vermögen in Höhe von 5,1 Milliarden US-Dollar (2022) soll er die reichste Person und der einzige Dollarmilliardär in Algerien sein.

## Leben
Rebrab wurde in einem kleinen Dorf in der Kommune Tizi Ouzou geboren. Seine Eltern kämpften im Algerienkrieg für die Unabhängigkeit Algeriens von Frankreich. Nach seinem Abschluss an einer Fachschule unterrichtete Rebrab Buchhaltung und Wirtschaftsrecht. Bald gab er seine Lehrtätigkeit auf und gründete seine eigene Buchhaltungsfirma. Seine Karriere als Industrieller begann 1971, als einer seiner Kunden ihm vorschlug, sich an einem Hüttenbauunternehmen zu beteiligen.
Im Jahr 1995 wurden seine wichtigsten Einrichtungen bei einem Terroranschlag zerstört. Nachdem er die Risiken eines Verbleibs erkannt hatte, beschloss Rebrab, Algerien zu verlassen. Er kehrte 1998 zurück und etablierte Cevital, einer Gruppe im Agrarsektor, die später zum größten privaten algerischen Unternehmen wurde. Cevital besitzt eine der größten Zuckerraffinerien der Welt mit einer Produktionskapazität von 2 Millionen Tonnen pro Jahr. 2016 übernahm Rebrab eine Mediengruppe, welche sich u. a. im Besitz der Zeitung Liberte befindet.
Am 22. April 2019 wurde Rebrab auf Anordnung der Staatsanwaltschaft im Gefängnis von El Harrach inhaftiert, nachdem er im Rahmen einer Korruptionsuntersuchung verhaftet worden war. Er wurde am 1. Januar 2020 nach acht Monaten in Haft freigelassen, nachdem er wegen Steuer-, Bank- und Zollvergehen zu sechs Monaten Haft verurteilt worden war und länger in Haft saß als seine eigentliche Strafe andauerte.
Nach einer Gerichtsentscheidung im Mai 2023 verbot die Justiz Issad Rebrad jede Absicht, eine gewerbliche Tätigkeit auszuüben.

## Familie
Rebrab ist verheiratet und Vater von fünf Kindern.